# 南苑街道 (南京市)
南苑街道是中华人民共和国江苏省南京市建邺区的一个街道，成立于2002年1月，处于河西新城核心区，邻近南京奥林匹克体育中心，总面积7.68平方公里，下辖10个社区、2个行政村，人口约10.8万。

## 下辖社区与行政村
- 国泰民安社区
- 虹苑社区
- 爱达社区
- 兴达社区
- 健园社区
- 话园社区
- 鹭鸣苑社区
- 吉庆社区
- 庐山社区
- 怡康社区
- 所街村
- 向阳村